# Тематангі
Тематагі або Тематангі — атол у південно-східній частині архіпелагу Туамоту, Французька Полінезія. Найближчим сусідом Тематагі є Муруроа, який розташований 161 км на схід — піввденний схід.
Тематагі — атол середнього розміру. Його довжина становить приблизно 11,5 км, максимальна ширина — 7 км, а площа — майже 8 км2. Оскільки його риф повністю оточує глибоку лагуну, площа якої становить 61 км2, немає судноплавного проходу в лагуну.
На рифі Тематагі є багато відносно великих островів, а також кілька невеликих острівців. Головне село Туйхана. Під час останнього перепису на Тематагі було 58 жителів.

## Історія

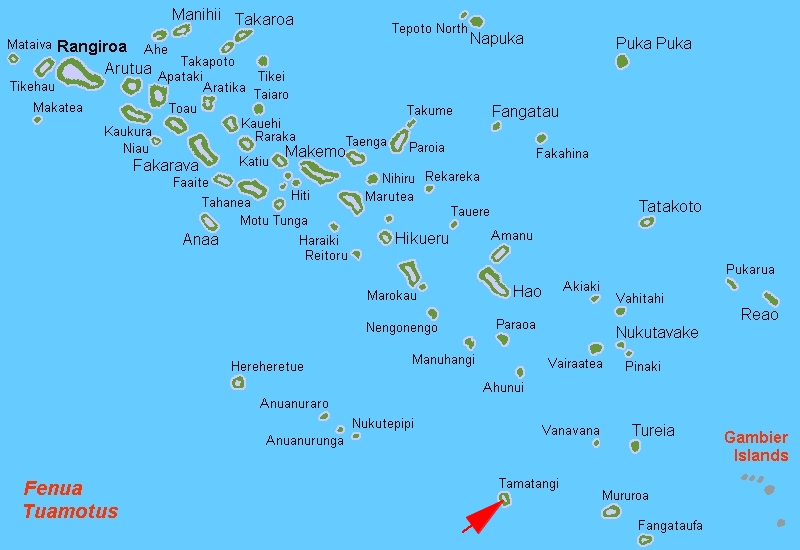
Розташування атолу Тематагі

Першим зареєстрованим європейцем, який відвідав цей атол, був капітан Вільям Блай на кораблі «Провіденс» 5 квітня 1792 року. На момент візиту Блая воно було безлюдним. Атол Тематагі відображається на деяких картах як «Острів лагуни Блая».
Коли Фредерік Бічі відвідав Тематагі в 1826 році, він знайшов там місцевих мешканців. У 1857 році капітан «Джулії», пропливаючи вздовж атолу Тематагі, побачив, як озброєні тубільці слідували курсом його шхуни, «одягнені у різнокольорові речі».

## Населення
У 1966 році католицький місіонер отець Віктор Велліс згадав у листі до свого єпископа, що він посадив на островах 135 тис. кокосових пальм. Команди робітників із сусідніх атолів проводили 3—4 місяці на рік у Тематагі, збираючи копру. Юридично атол не належав до суспільного надбання Полінезії: в документі зазначено, що «атол Тематагі отримав остаточну ліцензію SCI Tematagi Vanavana в 1974 році». Цей SCI очолювався Valleys і припинив роботу після його смерті в 1986 році.
У селі Теакоро збудовано понтонну пристань, церкву та адміністративні будівлі. Правовий статус населення неясний, оскільки атол залишається власністю SCI під виглядом католицької місії. У 1998 році були укладені угоди між віце-президентом Французької Полінезії та Бруно Ваном, шукачем перлів. У 2001 році в селі проживало 36 жителів. На атолі немає злітно-посадкової смуги, але з 2015 року тут працює телефонний і факсимільний зв’язок через супутник. 

## Адміністрація
Адміністративно Тематагі належить до комуни Турейя, яка включає атоли Турейя, Фангатауфа, Муруроа, Тематагі та Ванавана.

## Зображення та карти
| |
| Мешканці Тематагі, переселені на Таїті в 1857 році за те, що вони вбили та з’їли тих, хто вижив на шхуні, що зазнала аварії, «Сара Енн». |

|                                          |
| Джерело: Landsat S-07-20_2000 (1:70,000) |

|                                       |
| Джерело: EVS Precision Map (1:70,000) |